# A magyar keresztnevek eredete
A legtöbb tulajdonnév köznévből származik, ezért a személyneveknek és helyneveknek volt eredeti jelentése, de ezek a sok évszázados használat során elhomályosultak, így sok közülük többé nem érződik jelentésesnek.
A nevek elterjedésében igen nagy szerepe van a névdivatnak. Miután a gallokat legyőzték a rómaiak, azok hamarosan római neveket vettek fel, majd néhány évszázad múlva germánokat. Magyarországon az eredeti nevek mellett a honfoglaláskor és még utána is egy ideig a török, majd szláv nevek jöttek divatba. A középkori névadásra hatással volt a Trója-regény. A 18. század végén és a 19. század elején pedig népszerű irodalmi művek terjesztettek egy-egy nevet. A reformkor idején váltak népszerűvé a rég elfeledett és felújított nevek (Béla, Zoltán, Ildikó, Enikő). A névdivat legtöbbször felülről lefelé terjedt: a polgárok utánozták az arisztokratákat, a falu a várost.
A magyar személynevek (azaz keresztnevek) nagy része héber, görög vagy latin eredetű, kisebb részük germán, szláv vagy török. Előfordulnak egyes emberek (főleg írók) által kitalált nevek is.

## Régi magyar nevek
A régi magyar személynevek, akárcsak más nyelveknél, lehettek egy- vagy kételeműek. A honfoglaló magyarság, hasonlóan a korabeli népekhez, még egyelemű neveket használt. Ezeknek a neveknek egy része eredeti magyar név volt, másik része egyházi (bibliai és mártírológiumi), eredeti vagy becézett alakban, harmadik része pedig ismeretlen eredetű név, melyek rendszerint egy szótagú szavak vagy ezeknek továbbképzései voltak.
A régi névadás szoros kapcsolatban volt a társadalmi-gazdasági helyzettel, így a középkori névadást korszakolni lehet a vándorlás korszakára, a letelepedés korszakára, a hűbériség kialakulására majd megerősödésére.
Az első magyar nevek a 9. századból valók. Ezek között van több, ami valódi személy neve és vannak mondabeli alakok nevei is. Sok személynév maradt fent helynévben. A magyar helynévadásra jellemző volt, hogy a helységet a birtokos nevével jelölte: Egyek, Szend, Szemere, Keve, Vasad, Bátor, Tas, Debrecen, Karcag, Szoboszló, amely településnév-típus a mozgó települések miatt alakult ki. Az első korszakból (9-10. század) csak az előkelők nevei ismertek, és ebben a korban sok volt a török eredetű név: Ajtony (arany), Tas (kő), Tüghütüm ~ Tétény (fejedelem), Tömör (vas), Kartal (sas), Bese (kánya), Torontál (héja), Jutas (ínyenc), Üllő (fejedelem).
A török nevek mellett voltak meghatározatlan származású, köznévi eredetű személynevek, amiket az uralkodó család és előkelők viseltek, mint például Levedi, Liünti. A magyar előkelők nevei szinte kizárólag türk nyelvekből magyarázhatóak. Levedi nevéhez kötik a magyarság honfoglalás előtti állítólagos szálláshelye, Levédia nevét is (a Levédia név egyetlen helyen bukkan fel, Bíborbanszületett Konstantin könyvében, sehol máshol). Ezt a nevet később, a 19. században újították fel Levente alakban. A név - Róna-Tas András szerint – a lesz (lev-) igetőből származik, jelentése levő, élő, vagy lét, élet, ugyanakkor Fehértói Katalin szerint: „Nehezen képzelhető el, hogy magyar vezért "levőke, levőcske" néven illettek, valamint az '-ia' végződés a magyar nyelvben nem használatos helynévképzőként, ezért nem lehet magyar elnevezés.” Több történész szerint (pl. Hölbling Tamás) Levedi sosem volt létező személy, nevét a szlávok által Lebediának nevezett Kijev környéki mezőségről adta neki Konstantin, mert az akkori fejedelem valódi nevét nem ismerte.
Lél (Lehel) vezér neve ugyanakkor minden szakember szerint magyar eredetű, jelentése lélek, lélegzik. Valószínű, hogy a kürtös vezér neve beszélő név, tehát az jelképezi hogy a kürt megfújásához erős tüdő és lélegzet kellett. Árpád és Buzád neve az árpa és búza szavak becéző képzővel ellátott alakjai. Ézelő (íz, ízlel), Falicsi a Jutas értelméhez hasonló magyar tőből képzett nevek, jelentésük ínyenc lehetett. Türk (=ótörök) eredetű méltóságnevek voltak a Gyula, Kende, Horka, Győ (képzővel Gyécsa, Décse, majd a 19. században Géza)
A mondai névanyag hasonló a valódi személyek neveihez: Lél, Bors, Előd (elsőszülött vagy ős), Farkas, Opus (apa+s képző), Balog (balkezes), Szemény (szem+ny képző), Keve (kő+e képző), Érd (ér+d képző), Kisid~Küsid (kis~kicsi+d képző, bár egyes elméletek szerint perzsa eredetű), Botond (bot, "buzogány" +n+d képző), Álmos (megálmodott).
Női név ebből a korból csak kevés maradt fenn. Török eredetű a Karoldu (fekete menyét) és a Saroldu (fehér menyét), vagy az Emese. Az Enéh mondai név azonos az ünő szóval, jelentése szarvastehén. Feltehetőleg ebből alkotta Vörösmarty az Enikő nevet.
A 11. századtól már sok adat van a nemesi, a 12. századtól pedig már a szolganevekre is. Mindkét csoport egy nevet használt, ritkán fordult elő, hogy valaki az eredeti és a keresztségben kapott nevét egyaránt viselte volna. A névadásban nincs lényeges különbség az uralkodó osztály és a szolgák között, úri nevet viselhettek szolgák is. Az egyetlen különbség, hogy kezdetben a nemesség és a papság több keresztény és idegen nevet használt, mint a szolgák. Ez utóbbiak a 11-13. században még főleg pogány kori neveket használtak és csak a 14-15. században szorította ki ezeket a neveket a keresztény név.
A nevek jelentésben különböztek az úri és a szolgai osztályok között. Az urak főleg harccal, méltósággal és tisztséggel összefüggő neveket kaptak, míg a szolgák a földműveléssel, állattenyésztéssel, mesterséggel kapcsolatos neveket. Nagyon sok szolga kapott a mesterségére utaló szimbolikus nevet, valószínűleg már felnőttkorában. Sok név utalt testi tulajdonságra.
Leginkább a szolgáknak volt egytagú, ismeretlen eredetű neve: Dan, Bek, Bed, Bod, Csom, Mok, Pat és ezek továbbképzett alakjai: Bedő, Beke, Boda, Csoma, Moksa, Pata.
A régi magyar személyneveket 19 csoportra lehet bontani, testalkatra, nemre és rokoni viszonyra vonatkozóan, voltak testrésznevek, nevek haj és bőrszín szerint, valamint egyéb testi tulajdonság vagy fogyatkozás is megmutatkozott a névadásban. A név utalhatott az életkorra, jellemre vagy lelki tulajdonságra, női névként bóknevek is használatosak voltak. Használtak állat-, növény és ásványneveket is. Sok név utalt cselekvésre, történésre, voltak méltóságnevek, gúnynevek valamint vallási és babonás nevek is. Utaltak nevek a társadalmi helyzetre és az etnikumra is, és képeztek neveket számokból is.
A leggyakoribb nevek a férfinevek között a Nemhisz, Hazug, Mavagy, a női nevek között pedig a Csala, Sebe, Rózsa, Liliom, Viola, Gyöngy, Nyest, mint úrnőnevek. A szolgálók neve legtöbbször Pénteka, Szombatka, Szeme és származékai, Mag és származékai, Szerető, Drága.
A 15. századra ezeket az eredeti magyar, török és egyéb "pogány" neveket szinte teljesen kiszorították a keresztény nevek.

## Héber (zsidó) nevek
A bibliai (elsősorban ószövetségi) nevek közül igen sok bejutott a magyar névrendszerbe, így a ma használatos keresztnevek igen jelentős hányada zsidó eredetű, de ez nem csak Magyarországon van így, mert a legnépszerűbb nevek szerte a világon ebbe a kategóriába tartoznak: János, József, Gábor, Mária, Judit, Eszter. A zsidó nevek azonban nem eredeti alakjukban terjedtek el, hanem a biblia latin fordítása nyomán, így a magyarban is a latinos alakjuk honosodott meg.
Sok név akad a zsidó eredetűek között is, amelyeknek az eredete homályos, vagy más nyelvekből vezethető le a jelentésük, mivel a Biblia sokszor magyarázza a neveket, de néha tévesen. Például az Ádám név eredete is vitatott, talán még a héberben is sumer eredetű (ad-da: apa). A Mózes nevet a Biblia „vízből kihúzott”-nak magyarázza, de ez a jelentés sem az egyiptomi, sem a héber nyelvből nem vezethető le. Valószínűbb, hogy a név egyiptomi, de csak annyit jelent: gyermek (szó szerint: valakinek a szülötte). A fáraók nevében is megtalálható a -moszisz, -mszesz elem (Ramszesz: nap-isten (Ra) gyermeke, Tuthmószisz: Thot gyermeke). A Boldizsár névben egy babilóniai isten (Baál) neve lappang, ugyanez az istennév van meg a pun Hannibál nevekben is. Az Eszter név jelentése csillag, a név maga azonban perzsa eredetű. A perzsa iráni, azaz indoeurópai nyelv, így ez a szó rokon a görög aszter, szintén csillagot jelentő szóval, ami megvan az asztronómia, asztrológia, aszteroida szavakban is. A név még korábbi eredetre, az Astarte, Isthar, Asera neveken ismert, és széles körben tisztelt mezopotámiai termékenységistennő elnevezésére vezethető vissza, melynek eredeti jelentése ismeretlen.
Számos ószövetségi név sem a héberből, sem más nyelvekből nem fejthető meg. Ilyen például az Éva (héber Havva), Ábel (héber Hebel, egyesek szerint mulandó, hiú), Áron (héber Aharon), Gáspár (héber Gathaspa), Ézsau, Mária (héber Mirjam). Más neveknek egyik eleme megfejthető, de a másik nem. Ilyen az Ábrahám, aminek a jelentése a Biblia szerint a sokaság atyja. Az ab valóban atyát jelent, de a név többi része nem fejthető meg. A bar szó arameusul fiút jelent, ez a szó van meg a Barnabás és a Bertalan nevekben.
A zsidó nevek egy része köznév, állatnév, természeti jelenség neve vagy úgynevezett beszélő név. Ilyen például a Jónás (Jónah: galamb), Ráhel (Rachel: birka), Lea (tehén), Hágár (menekült, idegen), Ruth (barátnő) Zsuzsanna (Sosan: liliom; tkp. ókori egyiptomi jövevényszó), Dávid (kedvelt, kedvenc), Jób (Ijób: tűrő, üldözött), Márta (Martha: úrnő, gazdaasszony), Noémi (gyönyörűségem), Gedeon (vágó, harcos), Sámson (Simsón: napocska), Salamon (Selomoh: békés, szelíd), Tamás (arameus Teomo: iker), Izsák (Jichak: ő nevetni fog vagy nevetett), Anna (Hannah: kegyelem), Judit (Jehudit: zsidó nő), Sára (uralkodó, hercegnő), Simon (meghallgattatás), Benjámin (Legkisebb a családban), Abigél (Abigail: apai öröm), Absolom (béke atyja), Saul* (kért), Jakab (Jakov': ő követni fog vagy követett)
A beszélő név azt jelenti, hogy a név egy-egy bibliai történethez kapcsolódnak. Jób neve azért tűrő, mert Jahve mindenféle súlyos csapással sújtotta, hogy a türelmét próbára tegye. Jób azonban türelemmel fogadta a csapásokat, neve ezért Jób, Magda, Magdaléna (Magdalena, magdalai nő = Migdal (tornyosodó).
A legjellemzőbb zsidó nevek azonban olyan összetételek, amelyeknek az egyik tagja az „isten” jelentésű szó. A héberben két ilyen szó is volt, az egyik a köznyelvi éli, a másik a zsidók istene: Jahve vagy Jehova. Mindkét szó lehetett a név első vagy második tagja.
Élivel képzett nevek: Illés, Éliás (Élijjahu: Jahve az én Istenem), Lázár (Eleazar: isten a segítőm), Erzsébet (Eliseba), Dániel (Daniél: isteni bíró), Emánuel (Immanuél: isten velünk), Gábor (Gabriél: isteni férfi, isten embere), Mihály (Mikaél: istenhez hasonló, ki olyan, mint az isten) Nátán (Nathanaél: isten adta), Sámuel (Semuél: isten meghallgatott), Rafael (Refaél: isten gyógyít)
Jahve névvel képzett nevek: Jozafát (Jahve ítél), János (Johanan: Jahve kegyelmes), Jonatán (Jonathan: Jahve adta), József (Jóséph: Jahve gyarapítson), Józsua, Jézus (Jehosua: Jahve az üdvösség), Jeremiás (Jirmejahu: Jahve fölemel), Máté, Mátyás (Mattitjahu: Jahve ajándéka) Tóbiás (Tóbijah: Jahve jó), Zakariás (Zekarjah: Jahve emlékezik)
A héber eredetű nevek egy része a Biblia révén átkerült a muszlim-arab-török világba is, így az Ábrahám alakja Ibrahim, az Ároné Harun, a Józsefé Juszuf, a Salamoné Szolimán vagy Szulejmán lett.

## Görög nevek
Magyarországon a ma is használt görög eredetű nevek több csoportba oszthatóak:
- testi vagy szellemi tulajdonság: Ágnes (Hagnész: tiszta), Ágota (Agatha: jó), András (Andreasz: férfias)
- származás: Borbála (Barbara: barbár, nem görög név), Arisztid (Ariszteidész: nemes származású), Eugén (Eugenész: jó születésű, előkelő)
- foglalkozás: György (Geórgiosz: földműves)
- metaforikus, költői vagy kívánságnév: Ambrus (Ambrosziosz: halhatatlan), Elek (Alexiosz: védő), Fruzsina (eredetileg hetéranév, Euphroszüné: öröm), Ilona (Helené: világító, fényes), Irén (Eiréné: béke), István (sztephanosz: koszorú), Jácint (Hüakinthosz: jácint), Keresztély (Khrisztianosz: keresztény), Péter (a héber Kéfás fordítása görögre, Petrosz: kő, szikla), Sebestyén (szebasztosz: magasztos, felséges), Leó (León: oroszlán), Vazul, Vászoly (Baszileiosz: királyi), Zénó (Zénón: isteni), Zsófia (Szophia: bölcsesség)
- A pogány görögöknél szokás volt az isteneknek felajánlani az újszülöttet, így maradt fent három görög és egy egyiptomi isten neve keresztény nevekben: Apollónia (Apollónnak ajánlott), Dénes (Dionüsziosz: Dionüszosznak ajánlott), Dömötör, Demeter (Démétriosz: Démétér földistennőnek ajánlott), Izidor (Iszidórosz: Ízisz istennőnek ajánlott)
- Több görög név tartalmazza a theosz (isten) szót: Dorottya (Dórothea: isten ajándéka), Kristóf (Khrisztophorosz: Krisztust hordozó), Teofil (Theophilosz: isten kedveltje), Tódor, Tivadar (Theodórosz: isten ajándéka), Timót (Timotheosz: isten becsülője)
- Egyéb nevek: Fülöp (Philipposz: lókedvelő), Katalin (Aeikathariné: tiszta), Miklós (hozzánk szláv közvetítéssel jutott el, Nikolaosz: niké+laosz, győzelem + nép) Pongrác (pan: minden és kratosz: erő), Veronika (Phereniké, Bereniké: győzelmet hozó), Jeromos (Hieronümosz: szent nevű), Gergely (Grégoriosz: ébren őrködő)
- Előfordult, hogy a héber nevek a görögben kis átalakítással értelmessé váltak: Simon (héber Simeon: meghallgattatás, görög Szimón: pisze) Tamás (arameus Teomo: iker, görög Thomasz: csodálatos)
- A kései keresztény nevek közül görög eredetű még az Angéla (angelosz: hírnök), Teréz (spanyol átalakítása a therosz: nyár szónak)

A Trója-regény egész Európában kedvelt olvasmány volt a középkorban. Magyarországon is sok személynév lett népszerű emiatt, pl. Iktár (Hektór), Ehellős (Akhilleusz), Perjámos (Priamosz). Ezek a nevek azonban nem kerültek be a keresztény nevek közé, és a 15. századra már eltűntek.

## Római (latin) nevek
A ma is használatos római-latin eredetű magyar neveket jelentésük szerint lehet csoportosítani (tekintet nélkül arra, hogy mikor keletkeztek).
- Megfejtetlen vagy bizonytalan eredetű római egyéni, családi vagy nemzetségi nevekből származott keresztény nevek: Antal (Antonius), Aurél (Aurelius: talán az ausel "nap" jelentésű szóból), Balázs (Blasius), Cecília (Caecilia), Emil (Aemilius), Júlia (Julia), Kamilla (keresztnév) (Camilla, camillus: nemesi születésű áldozó fiú), Lívia (Livia), Márk, Márkus (Marcus), Marcell (Marcellus), Titusz (Titus). Némelyik jelentése tisztázott: Fábián (Fabianus, faba: bab), Kornél (Cornelius, cornus: somfa), Ágoston (Augustinus, Augustus: különb, nagyobb), Valér, Valéria (Valerius: erős, egészséges), Albin (Albinus: fehér)
- Származásra, helyre utaló nevek: Adorján (Hadrianus: Hadriából való), Lídia (Lydia: kisázsiai lüd nő), Lőrinc (Laurentius: Laurentum vidékéről származó), Lukács (Lucas: Lucania tartományból való), Mór, Móric (Maurus, Mauricius: mór, szerecsen származású), Tibor (Tiburtius: tiburi). Új keletű a Ferenc név. Az assissi szent a keresztségben a János (Giovanni) nevet kapta. Anyja francia származású volt, és apja is Franciaországból tért haza a születése hírére, ezért franciának (Francesco) nevezte el, és ezt latinosította az egyház Franciscus névre.
- Szimbolikus növény- és állatnév: Viola (ibolya), Flóra (Flora: virág), Rózsa, Rozália (rosa: rózsa), Orsolya (Ursula: kis medve), Margit (Margarita: gyöngy)
- Testi vagy lelki tulajdonság: Pál (Paulus: kicsi), Kelemen (Clemens: jámbor, szelíd), Bálint (Valentinus: erős, egészséges), Beáta (beata: boldog), Beatrix (boldogító), Benedek (Benedictus: áldott), Dezső (Desiderius: óhajtott, kívánt), Domokos, Domonkos (Dominicus, dominus: úr vagy dominica: vasárnap) Félix (Felix: boldog, szerencsés), Fidél (Fidelis: hű), Flórián (Florianus: virágos), Ignác (Ignatius: a 16. században keletkezett név), Ince (Innocentius: ártatlan), Jusztin (Justinianus, justus: igazságos), Klára (Clara: világos, tiszta, ragyogó), Konstantin (Constantinus: szilárd), Márton (Martinus: Marshoz asonló, merész, bátor), Orbán (Urbanus: városi, keresztény), Piroska (Prisca: régi, szigorú, komoly), Szeréna (Serena: derült, nyugodt), Szevér (Severus: komoly), Szilveszter (Sylvester: erdei), Viktor, Vince (Victor, Vincentius: győző), Viktória (victoria: győzelem), Renáta (Renata: újjászületett)

A római névadásban nem voltak külön női nevek, hanem szinte minden férfinévből lehetett női nevet képezni: Julius~Julia, Valerius~Valeria, Agrippa~Agrippina, Augustus~Augusta, Aurelius~Aurelia, Aemilius~Aemilia, Felix~Felicia, Franciscus~Francisca, Camillus~Camilla, Cornelius~Cornelia, Laurentius~Laurentia. Még a latinosított görög neveknél is előfordult a nőnemű végződés: Stephanus~Stephania, Eugenius~Eugenia, Paulus~Paula, Theodorus~Theodora, Georgius~Georgia, Andreas~Andrea

## Germán nevek
A germánok a kételemű neveket kedvelték, mintegy 40, főleg a harcra és a fegyverekre vonatkozó szóból alkottak különféle szóösszetételeket, amiket névként használtak. Ha az összetétel második tagja hímnemű főnév volt, akkor férfinévként, ha nőnemű, akkor női névként használták az új szót. Ritkán, de előfordult az is, hogy férfi- és női név egyaránt keletkezhetett ugyanazzal az utótaggal.
- Hímnemű utótagok: wolf, wund, berht, her
- Nőnemű utótagok: hilt, gart, gunt
- Hím- és nőnemű név egyaránt keletkezett például a vin utótaggal (Malwin, Erwin)

Az egyelemű nevek egy része eredetileg is egyelemű volt: Berta (fényes), Blanka (fehér), Bruno (barna), Ernest (küzdelem – vö. magyar Ernő), Emma (nagy, teljes), Ida (ragyogó, fényes), Karl (legény, fiú – vö. magyar Károly), Helga (ép, egészséges), Gisila (hajtás, sarjadék – vö. magyar Gizella).
Az egyelemű germán nevek másik csoportja az azonos vagy hasonló előtagű nevek becenevéből alakult ki: Adal (az Adalgunt, Adaltrud stb. nevekből: adal "nemesség" vö. magyar Adél), Egon (az Egbert, Egmont, Egwin nevekből), Hilda (a Hildegard, Hildegunt nevekből), Hugo (Huguberth, Hugubalt nevekből), Irma (Irmingard), Otto (Otfrid, Otmar)
A férfi- és női nevek egyaránt a harcra, fegyverekre, dicsőségre utaló szimbólumok és metaforák voltak, de a kételemű nevek elemei között igen laza volt a kapcsolat, a legtöbbet ezért nehéz is lefordítani. Sokszor előfordult, hogy a gyerek neve a két szülő nevének elemeiből kombinálódott össze, pl. Bernhart és Gertrud fia Gerhart lett, vagy Adalberht és Kunigunt lánya Adalgunt. A nevekben előforduló elemek egyaránt lehetnek elő- vagy utótagok.
A germán nevek magyarban használatos alakja a legtöbbször a név latinosított alakjából ered, és csak igen ritkán az egyik germán nyelvből, a németből. Az alábbi jelentés szerint csoportosított felsorolásban nem a német, hanem az ógermán alakok olvashatóak.
a) a név egyik eleme istenséggel vagy valamely szent állattal kapcsolatos:
- got, isten: Gothard' (isteni erő, Gothárd), Gotfrid (isteni béke, Gotfrid)
- ans, egy istenség: Anshelm (isteni védelem, Anzelm)
- arn, sas: Arnwald (sas-uralkodó, Arnold)
- bern, medve: Bernhart (erős medve, Bernát)
- eber, vadkan: Eberhart (erős vadkan)
- wolf~olf, farkas: Ad(al)olf (nemes farkas, Adolf), Hrodolf (dicső farkas, Rudolf), Gundolf (harci farkas)
- wíh, szent: Haduwíh (szent harc, Hedvig)

b) A név egyik elemének jelentése harc, háború vagy fegyver:
- ger, dárda: Edgar (vagyon-dárda, Edgár), Gerhart (erős dárda: Gellért), Gertrud (dárda-erdő, Gertrúd)
- agi, fegyver: Agiberht~Egbert (fényes fegyver), Agimunt~Egmont (fegyver-védő)
- brant, kard: Hiltibrant (harci kard)
- hilt, harc: Hiltibrant, Hiltigard (a harc otthona, Hildegard), Mahthilt (hatalmas háború, Matild), Hluthilt (híres harc)
- wíg, harc: Hlútwíg (híres háború), a magyar Lajos név eredeti forrása.
- gunt, küzdelem: Kunnigunt (nemzetségi küzdelem, Kunigunda, Kinga)
- hadu, harc: Haduwíh (Hedvig)
- sigu~sigi, győzelem: Sigifrid (győzelmes béke, Szigfrid), Sigimunt (győzelmes védő, Zsigmond)
- hari~heri, had, nép, sereg: Hariman (hadi férfi, Herman), Heriberht (hadi fény, Herbert), Walther (uralkodó sereg, Valter)

c) A név egyik eleme fontos tulajdonság harcban, háborúban:
- hart, erős: Bernhart, Eberhart, Gerhart, Gothart, Leonhart (erős oroszlán, Lénárd), Rikhart (erős uralkodó, Richárd)
- nand, merész: Fridunand (merész béke, Ferdinánd), Hruodnand~Hruodland (merész dicsőség, Loránd~Lóránt). E két utóbbi név a germán név franciás-latinos Rolandus alakjából származik, a két első mássalhangzó felcserélésével (metatézis).

d) A név egyik tagja a családra vagy a nemzetségre vonatkozik:
- kunni, nemzetség: Kunnigunt (Kunigunda)
- adal, nemes, nemesség: Adalbreht (nemes fény vagy fénylő nemesség, Adalbert), Ad(al)olf (nemes farkas, Adolf), (Ad)alfrid (nemes béke vagy Alfrat (tündér-tanács), Alfréd)

e) A név egyik tagja vagyonra, birtokra, örökségre, békére utal:
- ad~ed, birtok, vagyon: Otmar (fényes vagyon), Odwaker (birtok-megőrző, Ottokár), Edgar, Edmund (birtokmegőrző). Valószínűleg az Edit is ide tartozik: Edhilt (vagyonos, gazda, háború), Edwart (vagyon-őrző, Edvárd és ennek hivatalos névvé vált becéző alakja: Ede)
- erb, örökség: Erbwin (örökség-elnyerő, Ervin)
- fridu, béke: Fridunand, Gotfrid, Sigifrid, Fridrik (hatalmas béke vagy béke-uralkodó). Ez utóbbi név régebben Fridrik volt magyarul is, csak a 19. században alkották meg a frigy szóból a Frigyes nevet.

f) A név egyik tagjának jelentése uralkodó, védő:
- ríchi~rík, uralkodó, hatalmas: Aldarik~Alarík (mindenben hatalmas, Alarik). Ebből a névből fejlődött ki a magyar Aladár is, bár a hangtani megfelelés nem teljesen szabályos: Erík (a név első tagjának jelentése nem ismert), Fridrík, Hródík (hírneves uralkodó, Roderig, Rodrígó)
- wald, uralkodó, vezető: Walther, Arnwald, Hariwald (hadvezér, Harald)

g) A név egyik tagja dicsőségre, hírnévre utal:
- hród~hruod, hírnév, dicsőség, dicső: Hródberht (fényes hírnév, Róbert), Hródrík, Hródolf, Hruodland
- beraht~berht, fény, fényes: Adalberht~Alberht, Heribert, Huguberht (fényes ész, Hubert), Norrberht (északi fény, Norbert), Hrodberht

h) A név egyik tagja észbeli és jellembeli tulajdonságra utal:
- rát, tanács: Kuonrát (Konrád)
- munt, védelem, védő: Edmunt, Sigimunt (Zsigmond), Raginmunt (tanácsvédő, Rajmund)

i) Egyéb
Egyes nevek egyik fenti csoportba sem sorolhatóak be:
- Alfonz: a spanyolból és a franciából terjedt el, de eredetileg germán név volt, (Alafuns, nagyon buzgó)
- Amália: az Amalberga és Amalburga nevekből származik, melyek amal tagja azt jelenti, hogy munka, buzgóság, buzgó.
- Ármin: Arminius germán vezér nevéből származik
- Attila: szintén germán, még közelebbről gót eredetű név. A hun vezért nevezték az udvarában élő germánok Attila, azaz atyuska néven
- Gusztáv: északi germán, skandináv név, (Gotstav, gótok támasza)
- Henrik: a név első tagjának jelentése nem ismert, talán Haimrik (otthoni, hazai uralkodó). I. István valószínűleg erre a névre keresztelte fiát apósa után. A magyar nyelvben a név Imrik~Emrik majd Imreh, Imre alakot vett fel. A magyar Emrik alakból latinosították Emericusra, így került be a szentté avatása után a szentek sorába.
- Ildikó: szintén germán eredetű név, a Krimhilt második tagjának magyaros becéző alakja, bár latin forrásokban is már az Ildico alakkal lehet találkozni.
- Irma: az Irmingard (Arminius otthona) név rövidített, becézett alakja volt már a germán nyelvekben is.
- Lipót: a név germán eredetije a Liotpald. A név első tagja a liot (nép), a második a pald~bald (merész, bátor).
- Olga: a germán Helga orosz változata
- Vilmos: a latin Vilhelmus~Villemus névből származik, melynek eredeti alakja a germán Willihelm (erős akaratű sisakos)

## Kelta nevek
Magyarországon kevés kelta eredetű keresztnév használatos. A nevek kelta (brit, ír) szentek és vértanúk nevei, de Macpherson Osszián-énekéből is származik néhány.
A férfinevek közül az Artúr, mely a legendabeli Arthur király nevéből ered, Magyarországon csak a 19. században terjedt el, előtte ismeretlen volt. A név valószínűleg kelta-ír eredetű, de a jelentése nem ismert. Szintén kelta-ír eredetű a Gál név is, mely a 16-17. században nem volt ritka keresztnév, de eredeti jelentése ennek sem ismert. Az ír Callo a latinban Gallus lett, aminek a latinban 'kakas' a jelentése. Az Oszkár név egészen új, az Osszián-énekben fordul elő először, a név jelentése vitatott. Ha germán eredetű, akkor 'jó dárda' ha ír-kelta, akkor 'szarvaskedvelő'. A Vendel óír eredetű név, jelentése ennek is ismeretlen.
A női nevek közül ide tartozik a Brigitta, a pogány írek tűzistennőjének neve (Birgit). Jelentése 'magas, emelkedett'. Kelta eredetű, de a jelentése ismeretlen az Eleonóra, Leonóra és Nóra neveknek. Csak a 19. századtól ismertek Magyarországon. A spanyol nyelvből származik az Elvira név, aminek korábbi eredete és jelentése vitatott. Egyesek szerint a germán Alverat 'mindent érő' spanyol változata, míg mások a kelta-ibér Illiberis városnevet vélik felfedezni benne. A Zelma eredetileg helynév volt az Osszián-énekben. A 19. században főleg Skandináviában terjedt el.

## Szláv nevek
A szláv névadás hasonlított a germánhoz, szintén kedvelték a harcias-romantikus neveket. Abban is egyeznek, hogy a nevek többsége összetett név. Egy elemből áll a Milán (kedves) és Branko (védő).
A kételeműek második tagja rendszerint slav (dicsőség) vagy mir (béke).
a) -slav végződésű nevek
Boguslav (isten dicsősége vagy isteni dicsőség), Rastislav (növekvő dicsőség), Jaroslav (friss vagy tavaszi dicsőség), Boleslav (örök, nagyobb dicsőség), Vladislav (hatalom-dicsőség), Venceslav (koszorú-dicsőség), Radoslav (vidám dicsőség), Miroslav (béke-dicsőség), Stanislav (állandó dicsőség). A magyar nyelvben ezek közül három honosodott meg. A Venceslavből származó Vencel, valamint a Stanislav megfelelője, a Szaniszló, melyek viszonylag ritka nevek. A harmadik, a Vladislav magyar változata, a László név viszont igen népszerű lett. Ismertségét és kedveltségét Szent László királynak köszönheti. Már a 16. században sem volt ritka név, de a népszerűségének csúcsát a 20. században érte el igazán. Ma a László név Magyarországon sokkal gyakoribb név, mint az eredeti szláv változat szláv területen.
b) -mir végződésű nevek
Vladimir (hatalom-béke), a név a 12. században orosz-dán kapcsolatok révén terjedt el Skandináviában és nyugaton is Voldemar-Waldemar alakban. A név régies magyar változata a Ladomér. A Kazimir (békebontó, összeférhetetlen) magyar alakja a Kázmér. Jaromir (friss vagy tavaszi béke), Ljubomir (kedves béke), Bogumir (isteni béke).
c) Egyéb utótaggal végződő nevek
Bogdan (isten adománya), Borivoj (romboló sereg), Radivoj (vidám sereg), Bogumil (istennek kedves) Ludmilla (a népnek kedves)
Magyarországon a László kivételével szláv nevek alig használatosak. Az Árpádok korában divatba jöttek egyesek és főleg a birtokos nemesség tagjai viselték őket. Egy-egy szláv nevű magyar földbirtokos neve maradt fenn helynevekben, mint Bogyiszló (Boguslav), Miriszló (Miroslav), Szoboszló (Sobeslav), Vingyiszló (Venceslav), Bagamér (Bogumir). Az, hogy a név viselői és főleg az adott hely lakosai magyarok voltak, azért valószínű, mert a szláv népeknél nem szokás a puszta személynévvel helynevet alkotni.

## Török nevek
Az iszlám előtti török személyneveket 4 csoportba lehet osztani: totem-nevek, varázstárgy-nevek, óvónevek és méltóságnevek.
a) A totem a törzs, nemzetség állatőse (esetleg ritkábban növény vagy más természeti tárgy). A totemállatot tilos megölni vagy megenni. A totemnek nincs kultusza, de segítséget ad és a sorsa össze van kötve a csoport sorsával. A nemzetség tagjai védőnévként vették fel, néha jelzővel ellátva. Voltak egyéni totemállatok is. A totemállatok többsége ragadozómadár. Ilyen nevek voltak jelzőtlenül a Kus (sólyom), Karcsa (ölyv), Kartal (kánya, sas), Tiván (egy sólyomfajta), Bese (kánya), Torontál (héja), Turul~Turol~Turony (ölyv, sólyom,), Zongor (ölyv), Arszlan (oroszlán), Barsz (párduc), Kaplon (tigris), Kurd (farkas), Tege~Teke (kos), Gyalán+Gyilán (kígyó). Összetett nevek: Ak-taj (fehér csikó), Kara-kus (fekete sólyom), Ak-kus (fehér sólyom), Kücs-barsz (erős párduc), Olupti-ván (ebből a magyar Alattyán, hős sólyom) stb.
Törökös és török eredetű neveket viseltek a besenyők és a kunok (pl. Thonuzoba, disznó-apa), de a magyarok is a középkorban, főképpen a főurak. Az említett nevek közül sok már csak helynévként él, mint a hasonló nevű személy birtoka: Karcsa (Csallóköz), Kartal (Pest megye), Alattyán (Heves megye), Kurd (Tolna megye), Torontál (egy régi megye neve), Kaplony (volt Szatmár megye), Turony (Baranya megye), Bese (több község neve). Személynévként csak az Ákos (Ak-kus) maradt fenn.
b) A török népeknél (hasonlóan egyes közép-amerikai indián törzsekhez) megvolt az a szokás, hogy azt a nevet adják a gyereknek, amilyen szót az anya először kiejt a szülés után, vagy amely tárgyat először meglát. Ilyen eredetű név a Tas (kő) Tömör ~ Tömörd (vas), Ajtony (arany)
c) Használtak babonás óvóneveket és kívánságneveket is. A magyar eredetű nevek között is vannak olyanok, amelyeknek a célja az, hogy az újszülöttben valamilyen jó tulajdonságot kifejlesszen vagy az, hogy távol tartsa vagy félrevezesse az ártó szellemeket. Ilyen eredetű lehet a Balmaz (nem levő), kívánságnév pedig a Debrecen (éljen, mozogjon), feltéve, ha a városnév megfejtése helyes. Egyesek szerint ide sorolható a Kálmán (maradék) és a Sándor (akarat) is.
d) Méltóságnévből származik a Géza név, mely egy régi név hibás olvasatából ered. Helyesen Gyejcsa, Gyécse, vagy Décse lenne. Ez egy török eredetű méltóságnév, amihez magyar kicsinyítőképző járult. Képző nélküli alakja mutatkozik meg az Algyő és Felgyő települések nevének második tagjában. A Géza név az Árpád-korban gyakori volt, több király is viselte, de később feledésbe merült. Ugyanilyen sorsú volt a Zoltán név is, aminek a helyes olvasata Szoltán lenne. Azonos eredetű a szultán szóval.